# Rhopalomyia hirtipes
Rhopalomyia hirtipes är en tvåvingeart som först beskrevs av Osten Sacken 1862.  Rhopalomyia hirtipes ingår i släktet Rhopalomyia och familjen gallmyggor. Inga underarter finns listade i Catalogue of Life.